# Sānjūd
Sānjūd (persiska: سانجود) är en ort i Iran.   Den ligger i provinsen Västazarbaijan, i den nordvästra delen av landet, 400 km väster om huvudstaden Teheran. Sānjūd ligger 1 697 meter över havet och antalet invånare är 444.
Terrängen runt Sānjūd är kuperad. Runt Sānjūd är det ganska glesbefolkat, med 50 invånare per kvadratkilometer. Närmaste större samhälle är Gūzal Bolāgh, 8,6 km söder om Sānjūd. Trakten runt Sānjūd består i huvudsak av gräsmarker.